# М'єндален (футбольний клуб)
«М'єндален» (норв. Mjøndalen Idrettsforening) — норвезький футбольний клуб з М'єндалена. Заснований у 1910 році.

## Досягнення
- Володар кубка Норвегії: 1933, 1934, 1937

## Виступи на євроарені
| Сезон   | Змагання                    | Раунд     | Країна    | Клуб         | Вдома | В гостях | Загальний результат |
| ------- | --------------------------- | --------- | --------- | ------------ | ----- | -------- | ------------------- |
| 1969-70 | Кубок володарів кубків УЄФА | 1-й раунд | Уельс     | Кардіфф Сіті | 1–7   | 1–5      | 2–12                |
| 1977-78 | Кубок УЄФА                  | 1-й раунд | Німеччина | Баварія М    | 0–8   | 0–4      | 0–12                |
| 1987-88 | Кубок УЄФА                  | 1-й раунд | Німеччина | Вердер       | 0–5   | 1–0      | 1–5                 |